# راديو بالساتل
الراديو بالساتل هي خدمة بث الراديو من الساتل من قبل الاتحاد الدولي للاتصالات (ITU)، موجهة خصوصا لسائقي السيارات، بفضل بث الإشارة العابرة للأوطان ولمناطق أبعد جغرافيًا من تلك المستعملة لمحطات الراديو الأرضية. وهذه الخدمة متوفرة بالاشتراك وأغلبها تجاري مجاني، وتوفر لمشتركيها أكثر من محطة وخيارات واسعة وأكثر تنوعًا من البرامج أفضل من تلك المحطات الأرضية.